# Peugeot Type 78
La Peugeot Type 78 est un modèle d'automobile produit par le constructeur français Peugeot en 1906.